# تیم ملی بسکتبال مالدیو
تیم ملی بسکتبال مالدیو نماینده مالدیو در مسابقات بین‌المللی بسکتبال است. این تیم بالاترین سطح بسکتبال در کشور مالدیو نیز هست. این تیم از سال ۱۹۹۷ به فیبا پیوست.